# بونگه

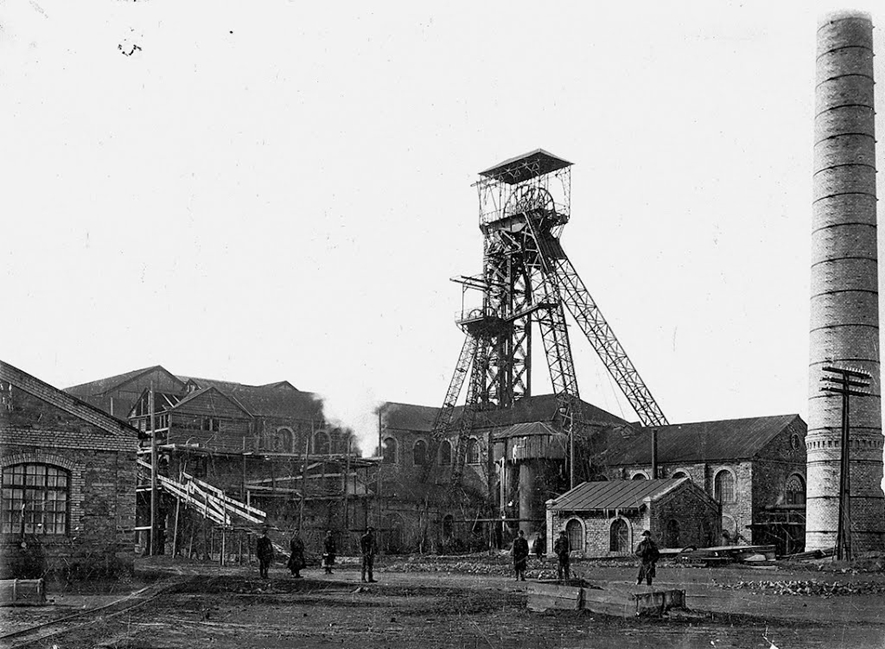
شهر بونگه ، استان دونتسک ، کشور اوکراین

شهر بونگه (به اوکراینی: Бунге) در استان دونتسک در کشور اوکراین واقع شده‌است. جمعیت این شهر ۱۷٬۸۱۳ نفر  است.